# Parafia św. Anny w Luszowicach
Parafia św. Anny w Luszowicach – parafia rzymskokatolicka, znajdująca się w archidiecezji krakowskiej, w dekanacie Chrzanów. 
2 lutego 1999 roku kardynał Franciszek Macharski erygował parafię.

## Proboszczowie
- ks. Józef Szlachta (1995–2020)[1]
- ks. Zbigniew Pluta (od 2020)[2]